# Psila rosae
Psila rosae is een synoniem van Chamaepsila rosae de wortelvlieg, die een vliegensoort is uit de familie van de wortelvliegen (Psilidae). Deze wetenschappelijke naam van de soort is voor het eerst geldig gepubliceerd in 1794 door Fabricius.